# Colmillos Plateados
Los Colmillos Plateados son una tribu ficticia de Garou (hombres lobo) en el juego de rol Hombre lobo: El Apocalipsis. Provienen de la zona de Rusia y son considerados los "nobles" de entre los Garous, ellos se ven a sí mismos como los líderes natos entre las tribus. La realidad es que dado su hábito de solo cruzarse entre ellos ha provocado cierto nivel de endogamia y ya no son los guerreros que fueron.
En la actualidad, la tribu está en franco declive, enfrenta continuos desafíos a su mandato, particularmente de los Señores de las Sombras, y suelen sufrir locuras graves (según reglas de juego).
Los Colmillos Plateados son la más orgullosa y noble de las tribus. Descendientes del Lobo Progenitor, representan lo mejor de la raza y encarnan todo aquello que significa ser Garou: fuerza, nobleza, perseverancia, lealtad y magnificencia. Mediante sus heroicos ejemplos y su imponente liderazgo, unen a las tribus en contra de sus enemigos.
Apariencia: Los Colmillos Plateados descienden principalmente de la aristocracia de Europa y Oriente Medio, aunque en Asia y la India se ha establecido una casa noble. En forma humana tienen rasgos refinados y normalmente características familiares, como una nariz o unas orejas peculiares. Sus formas de lobo siempre son gráciles, tienen el pelaje plateado o blanco, grandes mandíbulas y largas colas. En cualquier forma, suelen llevar alguna joya.
Parentela: Los Colmillos Plateados siguen minuciosamente el rastro de su Parentela; sus árboles genealógicos ocupan bibliotecas completas. Su Parentela humana procede de las mejores familias nobles europeas; antaño, Rusia fue la tierra natal de los Colmillos. Para ellos, el dinero no es fundamental: una rama pobre de los Romanov resulta más valiosa que una familia industrial de nuevos ricos descendientes de ladrones de gallinas. La tribu también mantiene un estrecho contacto con su Parentela lupina que habita en grandes propiedades, principalmente en Rusia y el oeste de Canadá.
Territorio: Los clanes de los Colmillos Plateados se extienden por toda la Nación Garou. Normalmente controlan algunos de los mejores territorios, recibiendo la desaprobación de las tribus a las que han incautado esas tierras. Viven en territorios que tienen paisajes espléndidos (grandes cadenas montañosas, acantilados junto al mar o valles poblados de árboles), lugares tan majestuosos como lo que piensan de sí mismos los Colmillos Plateados.
Tótem Tribal: Halcón
- Datos: Q5523760